# Santa Clara (Jujuy)
Pour les articles homonymes, voir Santa Clara.
Santa Clara  est une ville de la province de Jujuy et le chef-lieu du département de Santa Bárbara en Argentine. Elle est principalement connue comme station thermale.